# Бергзое, Вильгельм Йорген
Вильгельм Йорген Бергзое (дат. Vilhelm  Jørgen Bergsøe; 8 февраля 1835, Копенгаген — 26 июня 1911, Копенгаген) — датский писатель

, поэт, натуралист, нумизмат. Представитель позднего романтизма.

## Биография
Родился в семье Карла Вильгельма Бергзое, руководителя Royal Copenhagen, датской Королевской фарфоровой мануфактуры. Брат художника Йохана Фридриха (1841—1897) и священника, нумизмата Софуса Андреаса Бергзое (1838—1896).
Изучал сперва медицину в Копенгагенском университете, затем естественные науки, в особенности зоологию.
В 1862 году отправился в Италию для ознакомления с фауной Средиземного моря.
По возвращении оттуда опубликовал монографию «Philichthys Xiphiae» (Копенгаген, 1864) и «Ueber die ital. Tarantel und den Tarantismus im Mittelalter und in neuerer Zeit» (Копенгаген, 1865).
От усиленных занятий микроскопией временно ослеп. Заболевание глаз заставило Вильгельма Бергсое полностью отказаться от карьеры зоолога. Во время вынужденной бездеятельности он посвятил себя литературной деятельности, создал целую серию превосходных новелл под заглавием «Fra Piazza del Popolo» (1866, 4 изд. 1880), за которой последовали роман «Старая фабрика» (1869, 3 изд., 1879), «Волшебная история», издал два сборника стихотворений «От времени до времени» (1867), «Образы и цветы».
Автор нескольких рассказов, романов и автобиографических работ, в том числе романа в письмах — «В Сабинских горах» (I Sabinerbjergene") (1871), сборников стихотворений: «Hjemvee» (1872) и «Blomstervignetter» (1873), рассказа «Bruden fra Rörvig» (1872), сборника новелл «Gjengangerfortällinger» (1873) и «Italienske Noveller» (1874).
Весной 1872 г. в очередной раз побывал в Италии, чтобы на месте пользоваться необходимым материалом для окончания предпринятого им капитального труда — «Rom under Pius IX» (в 10 т., Копенгаген, 1874—1875), в котором Вечный город изображается очагом ультрамонтанства и В Sabine 1-2, (2 т. 1871).
Ему принадлежит одно из первых датских научно-фантастических произведений Flyfefiskken «Prometheus» (1876), а также сборник историй о призраках Gjenganger Narratives (1871).
По оценке ЭСБЕ романы В. Бергзое написаны прекрасным языком, свидетельствуют о пылком воображении, большой наблюдательности и оригинальности автора. Его стиль был живым и увлекательным, первые два романа популярны до сих пор и считаются датской классикой.

## Награды
- Кавалер ордена Данеброг.